# Graciliraptor
Graciliraptor („štíhlý/ladný lupič“) byl rod malého dromaeosauridního teropodního dinosaura, který žil před asi 125 miliony let (Druhohory, spodní křída) na území současné čínské provincie Liao-ning).

## Historie objevu a popis

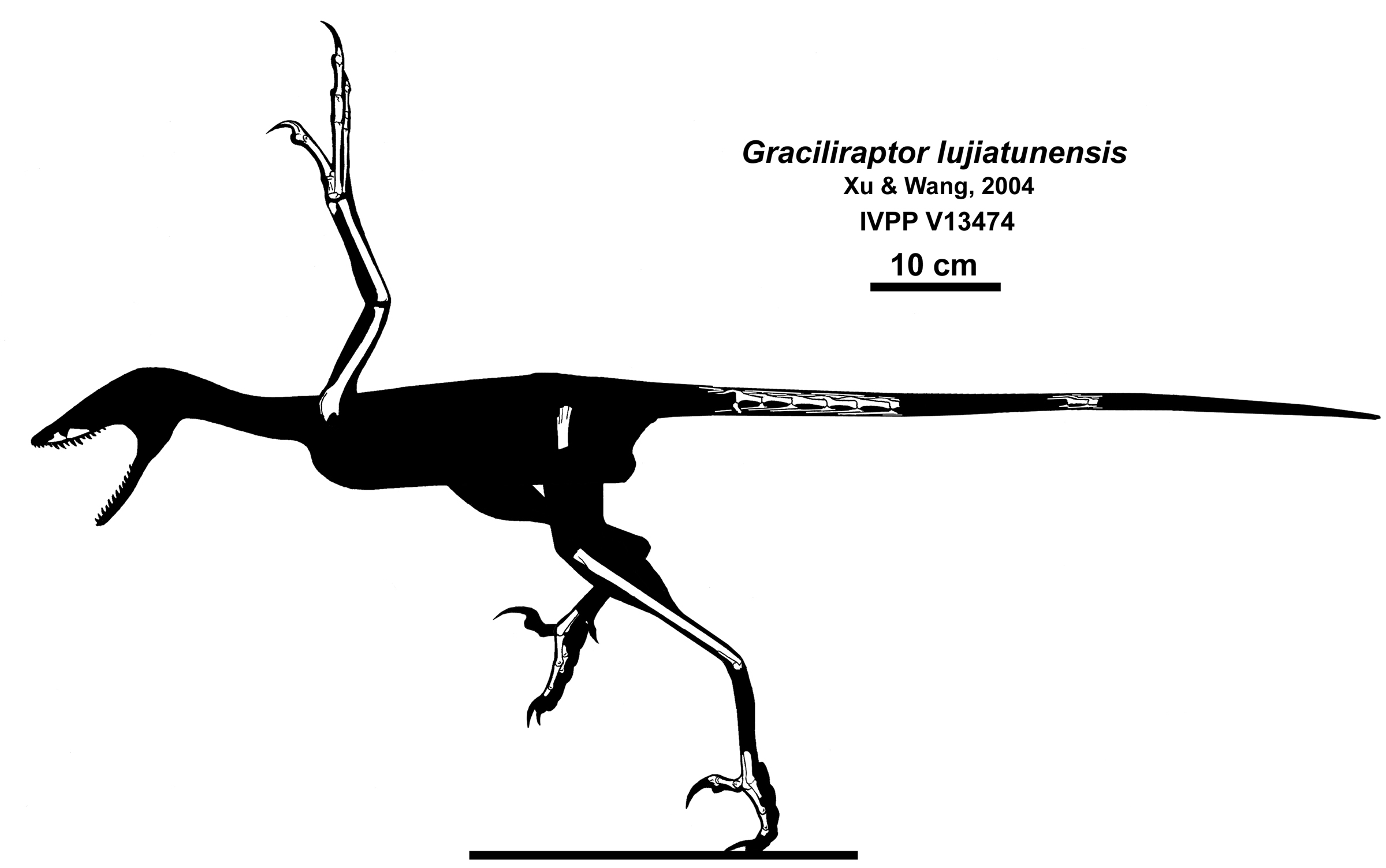
Rekonstrukce kostry Graciliraptor lujiatunensis.

Graciliraptora objevil proslulý čínský paleontolog Sü Sing (Xu Xing). Jeho první objevená fosílie byla popsána roku 2004 a sestává z části lebky a kostry končetin. Podle Gregoryho S. Paula měřil tento teropod v dospělosti asi 1 metr na délku a vážil kolem 1,5 kilogramu. Jiný odhad hmotnosti udává 1,8 kilogramu. Graciliraptor byl každopádně součástí pestré fauny souvrství Yixian, které patří k paleontologicky nejlépe prozkoumaným druhohorním ekosystémům vůbec. Byl anatomicky i fyziologicky do značné míry podobný ptákům, což odpovídá jeho systematické pozici. Jeho blízkým příbuzným byl rod Microraptor.